# Atalaya de El Berrueco
La atalaya de El Berrueco, también conocida como atalaya de Torrepedrera, es una torre-vigía de origen musulmán, situada en el término municipal de El Berrueco, en el norte de la Comunidad de Madrid (España). Se encuentra enclavada en lo alto de un cerro de 1.030 m de altitud, cerca del embalse de El Atazar, en la sierra de Guadarrama.

## Historia
Fue construida en algún momento indeterminado entre los siglos IX y X, esto es, entre el emirato de Mohamed I de Córdoba y la época de Abderramán III.
Formaba parte de un sistema de atalayas, levantadas por los musulmanes en diferentes puntos de la sierra de Guadarrama, que tenían como función vigilar los principales valles y vías de comunicación islámicos, ante posibles incursiones cristianas. Esta red defensiva tenía una gran importancia militar, por su enclave en una zona fronteriza, conocida como la Marca media de Al-Ándalus.
Junto con otras torres y fortalezas, la atalaya de El Berrueco controlaba el camino fluvial del Jarama, que conducía hasta el puerto de Somosierra, uno de los pasos naturales entre las dos submesetas que conforman la Meseta Central. Se comunicaba con el cercano castillo de Uceda, en la provincia de Guadalajara, al que avisaba de las avanzadillas cristianas.

## Características
La atalaya de El Berrueco tiene planta circular y forma cilíndrica, aunque con irregularidades que la asemejan a un tronco de árbol. Construida en sillarejo, es maciza en su primer piso. Se accede por el segundo, donde se sitúa la puerta, a unos 2,25 m (metros) de altura sobre el suelo.
Sus muros tienen un grosor que va desde los 1,58 m de la base hasta los 1,05 m de la parte superior. Su diámetro interior es de 3,3 m.
En 1983, fue declarada Monumento Histórico-Artístico, según Real Decreto 2863/1983, de 14 de septiembre. Presenta un buen estado de conservación. Aunque es de propiedad privada, el acceso está permitido.